# Lista över avsnitt av I Mumindalen
Lista över avsnitt av I Mumindalen (Tanoshii Mūmin Ikka), en japansk tecknad TV-serie efter Tove Janssons böcker om Mumintrollen.
Många avsnitt bygger på de ursprungliga Muminböckerna eller seriestripparna ur den tecknade Muminserien som Tove Jansson skrev och illustrerade tillsammans med sin bror Lars Jansson. Därtill har manusförfattarna fyllt ut de 104 avsnitten med helt nya berättelser. En del avsnitt dubbades inte till svenska; dessa titlar är fria översättningar. Japansk originaltitel för varje avsnitt står angiven inom parentes.

## Säsongerna
| Säsong | Säsong | Avsnitt, numrering | Antal avsnitt | Sändningsdatum  | Sändningsdatum    |
| Säsong | Säsong | Avsnitt, numrering | Antal avsnitt | Säsongsstart    | Säsongsavslutning |
| --- | ------ | ------------------ | ------------- | --------------- | ----------------- |
| | 1      | 1–24               | 24            | 12 april 1990   | 27 september 1990 |
| | 2      | 25–52              | 28            | 4 oktober 1990  | 4 april 1991      |
| | 3      | 53–78              | 26            | 4 april 1991    | 3 oktober 1991    |
| | 4      | 79–104             | 26            | 10 oktober 1991 | 26 mars 1992      |
| Notering: Säsong 4 är egentligen en enskild uppföljarserie, i Japan kallad Tanoshii Mūmin Ikka: Bōken Nikki, men som i Europa inte separeras från ursprungsserien Tanoshii Mūmin Ikka. |        |                    |               |                 |                   |

## Säsong 1
| Nr | Titel                                                         | Originalvisning   | Visning i finsk TV på svenska | Baserad på                              |
| --- | ------------------------------------------------------------- | ----------------- | ----------------------------- | --------------------------------------- |
| 01 | "Vår i Mumindalen"(ムーミン谷の春)                            | 12 april 1990     | 4 september 1991              | Trollkarlens hatt                       |
| Våren har kommit till Mumindalen och Muminfamiljen vaknar ur sin vinterdvala. Uppe i Ensliga bergen hittar vännerna en stor cylinderhatt. Hatten visar sig ha magiska egenskaper och allt som läggs i den förvandlas till något helt annat. |                                                               |                   |                               |                                         |
| 02 | "Den förtrollade hatten"(魔法の帽子)                          | 19 april 1990     | 11 september 1991             | Trollkarlens hatt                       |
| Den magiska hatten, som Muminvännerna försökte bli av med i det första avsnittet, dyker upp igen. Mumin tar med den hem och gömmer den i källaren. Lilla My upptäcker hatten och lägger i en garnända i tron om att den ska bli till spaghetti. Det går dock inte riktigt som hon hade tänkt sig.                                                                          |                                                               |                   |                               |                                         |
| 03 | "Båten på stranden"(浜で見つけた難破船)                       | 26 april 1990     | 18 september 1991             | Trollkarlens hatt                       |
| Hemulen är bekymrad. Hans frimärkssamling är komplett och nu har han ingenting att göra. Muminvännerna försöker hjälpa honom och Hemulen visar i sin tur en gammal båt som ligger förlist vid strandkanten. Mumin och hans vänner reparerar båten och tar sedan en provtur med den och Hemulen får snart annat att tänka på.                                               |                                                               |                   |                               |                                         |
| 04 | "Hattifnattarnas ö"(おばけ島へようこそ)                       | 3 maj 1990        | 25 september 1991             | Trollkarlens hatt                       |
| Muminfamiljen och deras vänner ger sig ut på äventyr i sin nya segelbåt och anländer till en till synes obebodd ö. Dock får de möta en stor grupp Hattifnattar, som Hemulen finner väldigt obehagliga. Det blåser upp till storm och de bestämmer sig för att övernatta.                                                                                                   |                                                               |                   |                               |                                         |
| 05 | "Strandfynd"(ニョロニョロの秘密)                              | 10 maj 1990       | 2 oktober 1991                | Trollkarlens hatt                       |
| Stormen har lättat, men besättningen blir anfallna av en grupp elektriska Hattifnattar som vill ha tillbaka sin barometer. Med stormen har dock en del intressanta saker flutit iland på ön och Snusmumriken gör ett verkligt fynd. |                                                               |                   |                               |                                         |
| 06 | "Små gäster"(小さな小さなお客様)                              | 17 maj 1990       | 9 oktober 1991                | Trollkarlens hatt                       |
| Muminfamiljen får besök av två små gäster, Tofslan och Vifslan. De bär med sig en kappsäck med ett mycket värdefullt innehåll och en natt kommer den hemska Mårran som vill lägga vantarna på det. |                                                               |                   |                               |                                         |
| 07 | "Kappsäcken"(スーツケースの中身)                              | 24 maj 1990       | 16 oktober 1991               | Trollkarlens hatt                       |
| Efter Mårrans besök får Snorkfröken äntligen veta vem kappsäckens innehåll tillhör, men detta gör bara problemet värre och under stor betänklighet inväntar de Mårrans ankomst. Muminmamman har en plan, men kommer den att fungera? |                                                               |                   |                               |                                         |
| 08 | "Den stora festen"(飛行オニの魔術)                            | 31 maj 1990       | 23 oktober 1991               | Trollkarlens hatt                       |
| Tofslan och Vifslan får hjälp av Mumin att gömma sin kappsäck på ett säkert ställe medan Snorkfröken får veta att galjonsfiguren på Hattifnattarnas ö flutit iland på stranden. Tofslan och Vifslan tar Muminmammans väska som sovplats, men ger tillbaka den när de upptäcker hur ledsen hon och alla andra blir. Man ställer sedan till med en stor fest till deras ära. |                                                               |                   |                               |                                         |
| 09 | "Det osynliga barnet, del 1"(姿の見えないお友達)              | 7 juni 1990       | 30 oktober 1991               | Berättelsen om det osynliga barnet      |
| Muminfamiljen får besök av Too-ticki som har en speciell gäst med sig; flickan Ninni, som blivit så rädd att hon nu är osynlig. Vännernas vänlighet får henne dock stegvis att bli mer synlig, trots skurken Stinkys ofog. |                                                               |                   |                               |                                         |
| 10 | "Det osynliga barnet, del 2"(笑顔がもどったニンニ)            | 14 juni 1990      | 6 november 1991               | Berättelsen om det osynliga barnet      |
| Mycket sakta blir Ninni synlig igen, men hennes ansikte saknas fortfarande. Stinky gör sitt bästa för att hindra det när vännerna leker kurragömma. Det visar sig att ilska och skrika högt fungerar ännu bättre än vänlighet för Ninni att bli synlig. |                                                               |                   |                               |                                         |
| 11 | "Snorken flyger"(大空を飛ぶスノーク)                          | 21 juni 1990      | 13 november 1991              |                                         |
| Snorken planerar vidare på sitt flygande skepp och har konstruerat ett par vingar som han testflyger från en hög klippa. Han är dock inte den enda som tycker om att flyga - både Mumin och Stinky skulle också vilja testflyga dem. |                                                               |                   |                               |                                         |
| 12 | "Mumin och piraten"(ムーミン海賊と闘う)                       | 28 juni 1990      | Visades inte                  |                                         |
| Mumindalen drabbas av en fruktansvärd storm och invaderas av ett sjörövarskepp som tagit svår skada av stormen. Kaptenen tar Snorkfröken och håller henne som gisslan, och kräver ett nytt skepp från invånarna i dalen. Inspektören är desperat och hjälplös, och det är upp till Mumin att rädda henne. Detta avsnitt visades inte i svensk eller finsk TV.              |                                                               |                   |                               |                                         |
| 13 | "Den sista draken i världen"(地球最後の龍)                    | 5 juli 1990       | 20 november 1991              | Historien om den sista draken i världen |
| Efter ett enormt skyfall hittar Mumin en mycket liten drake i en vattenpöl. Han beaktar sitt exotiska husdjur med kärlek och stor hängivenhet, men inser snart att sådana varelser är alltför oberäkneliga och inte kan hållas instängda i en glasburk. |                                                               |                   |                               |                                         |
| 14 | "Fru Filifjonk flyttar till Mumindalen"(お隣りさんは教育ママ) | 12 juli 1990      | 27 november 1991              | Låtsaslek                               |
| Filifjonkan flyttar till Mumindalen med sina tre barn. Muminfamiljen håller en välkomstfest med välmenande idéer för henne, men Filifjonkan menar att dessa är alltför skadliga för hennes barn. Filifjonkan förbjuder sina barn att leka med Mumin och hans vänner, men småningom gör barnen som de själva vill och blir då sams med Muminvännerna.                       |                                                               |                   |                               |                                         |
| 15 | "Prinsessan av Mumindalen"(記憶を失ったフローレン)            | 19 juli 1990      | 2 september 1992              | Snorkfröken blir synsk                  |
| Snorkfröken har tappat minnet efter att ha ramlat ner från en backe i bergen med Mumin. När hon frågar vem hon är, svarar Mumin skämtsamt att hon är prinsessan av Mumindalen, något som visar sig få större följder än väntat. Snorkfröken minns ej heller någon av dalens invånare.                                                                                      |                                                               |                   |                               |                                         |
| 16 | "Möte med marsmänniskor"(ムーミン谷に火星人!)                 | 26 juli 1990      | 9 september 1992              | Mumin och marsmänniskorna               |
| Ett flygande tefat landar i Muminmammans grönsaksland, i vilken hon och Mumin hittar en märklig lådformad apparat. Den till synes hemmagjorda apparaten visar sig dock ha enastående egenskaper. Kort därefter hittar vännerna ägaren till skeppet, en liten Marsunge som de måste gömma för Polismästaren.                                                                |                                                               |                   |                               |                                         |
| 17 | "Muminpappan längtar efter äventyr"(ムーミンパパの家出)       | 2 augusti 1990    | 16 september 1992             | Muminfamiljen                           |
| Trött på idyllens lugn längtar Muminpappan efter äventyr och inspiration till sina memoarer. På natten borrar då Stinky stora hål i marken föreställande fotspår, något som vännerna småningom inser och därför inte räckte till att stilla Muminpappans behov. Han och Muminmamman beger sig därför själva ut på äventyr och lämnar huset i de andras vård.               |                                                               |                   |                               |                                         |
| 18 | "Förtrollade frön"(海から来た魔法の種)                        | 9 augusti 1990    | 23 september 1992             | Vi bor i en djungel                     |
| På den varmaste sommardagen någonsin hittar Muminvännerna en trälåda nere vid stranden, full av tropiska frön. Trots Hemulens ord om att det inte kan växa tropiska växter i Mumindalen planterar de alla frön och nästa dag har en hel djungel växt upp. Dock är det inte bara harmlösa fruktträd som blommat.                                                            |                                                               |                   |                               |                                         |
| 19 | "Muminfamiljen bor i en djungel"(ムーミン谷はジャングル)      | 16 augusti 1990   | 30 september 1992             | Vi bor i en djungel                     |
| Misstänkt hjälpsamt erbjuder Stinky Muminvännerna att hämta vilda djur till djungeln också, så att det blir mer realistiskt. Stinky gör sedan som överenskommet, men djuren han ger dem är inte precis av det slag vännerna hade tänkt sig. |                                                               |                   |                               |                                         |
| 20 | "Muminfamiljen räddar vilddjur"(ムーミン虎たちを救う)         | 23 augusti 1990   | 7 oktober 1992                | Vi bor i en djungel                     |
| Muminvännerna har blivit vänner med alla de farliga djuren och håller dem gömda i Muminhuset när djurskötarna kommer för att hämta dem. Muminfamiljen blir också själva tagna för flodhästar. |                                                               |                   |                               |                                         |
| 21 | "Snusmumriken längtar söderut"(スナフキンの旅立ち)            | 30 augusti 1990   | 14 oktober 1992               |                                         |
| Sniff har fått en grammofon som han glatt visar upp för Muminfamiljen. Samtidigt oroas Mumin över att Snusmumriken planerar vandra söderut igen. Men när han erbjuds få se på grunden till Snorkens flygande skepp blir han dock lite gladare. |                                                               |                   |                               |                                         |
| 22 | "Mumintrollet upplever vintern"(ムーミンとミイの大冒険)       | 6 september 1990  | 21 oktober 1992               | Trollvinter                             |
| Mumin vaknar för första gången ur sin vinterdvala mitt i vintern och kan inte somna om. Till en början känner han sig rädd i sin omgivning, men får snart träffa Lilla My och Too-ticki. Senare anländer också den mycket vackra (och mycket farliga) Isfrun. |                                                               |                   |                               |                                         |
| 23 | "Vintergäster"(ムーミン谷の冬の住人)                          | 13 september 1990 | 28 oktober 1992               | Trollvinter                             |
| Mumin och Lilla My verkar ha vant sig vid den snötäckta Mumindalen, och får här bekanta sig med en skidåkande Hemul samt den lilla hunden Ynk. |                                                               |                   |                               |                                         |
| 24 | "Var dröjer Snusmumriken?"(帰ってこないスナフキン)            | 20 september 1990 | 4 november 1992               | Vårvisan                                |
| Återigen har våren kommit till Mumindalen. Dessvärre har Mumin dragit på sig en kraftig förkylning och längtar bara efter Snusmumriken som ännu inte har kommit tillbaka från sin årliga vandring. |                                                               |                   |                               |                                         |

## Säsong 2
| Nr | Titel                                                     | Originalvisning   | Visning i finsk TV på svenska | Baserad på             |
| --- | --------------------------------------------------------- | ----------------- | ----------------------------- | ---------------------- |
| 25 | "Fyren"(パパの夢をのせて)                                 | 27 september 1990 | 11 november 1992              | Pappan och havet       |
| Än en gång har det fina vädret tråkat ut Muminpappan som bestämmer sig för att ta familj och vänner ut på havet för att hitta en fyr. Efter en hemsk upplevelse med ett spökskepp under natten passerar de nästa dag en liten båt med en man och en pojke som sitter och fiskar. Men när de kommer till fyren, är den helt öde.              |                                                           |                   |                               |                        |
| 26 | "Fyrvaktaren"(灯台に明かりのともる日)                     | 4 oktober 1990    | 18 november 1992              | Pappan och havet       |
| Vännernas första natt i fyren plågas av spöken. Samtidigt försöker Muminpappan förgäves få fyrlampan att brinna medan de andra reder ut vem den mystiske fiskemannen egentligen är, nämligen fyrvaktaren. Fyrvaktaren bestämmer sig för att återuppta sitt jobb och vännerna kan därefter bege sig hem igen.                                 |                                                           |                   |                               |                        |
| 27 | "Rika faster kommer på besök"(お金持ちのジェーンおばさん) | 11 oktober 1990   | 25 november 1992              |                        |
| Muminfamiljen får besök av Muminpappans rika och jobbiga faster Jenni. Muminpappan är dock inte angelägen om att ta hand om sin fasters pengar och försöker istället hålla sig borta från henne. |                                                           |                   |                               |                        |
| 28 | "Ett flytande spökhus"(浮かぶばけもの屋敷)                | 25 oktober 1990   | 3 januari 1993                | Farlig midsommar       |
| En undervattensvulkan orsakar en stor översvämning i Mumindalen och snart är hela Muminhusets undervåning under vattenytan. Vännerna får se ett underligt hus flyta mot dem som de bordar och nyfiket utforskar. Där får de träffa den vresiga teaterråttan Emma som förklarar att det inte är något hus utan en teater de stigit ombord på. |                                                           |                   |                               |                        |
| 29 | "De borttappade barnen"(離れ離れの家族)                   | 1 november 1990   | 10 januari 1993               | Farlig midsommar       |
| Mumintrollet och Snorkfröken vaknar upp övergivna i ett träd sedan teaterhuset flutit iväg under natten, de ger sig av för att återförenas med muminfamiljen. |                                                           |                   |                               |                        |
| 30 | "En annorlunda midsommar"(喜びの再会)                     | 8 november 1990   | 17 januari 1993               | Farlig midsommar       |
| Muminmamman, Muminpappan och Sniff ordnar en teaterföreställning för att försöka hitta de försvunna Mumintrollet och Snorkfröken. |                                                           |                   |                               |                        |
| 31 | "Snorkens flygande skepp"(スノークの空飛ぶ船)             | 15 november 1990  | Visades inte                  |                        |
| Snorken försöker hitta ett lämpligt drivmedel för att få igång sitt flygande skepp, men när en uppfinnare besöker Mumindalen är han inte intresserad av hjälp. Detta avsnitt visades inte i svensk TV, men däremot i finsk. |                                                           |                   |                               |                        |
| 32 | "Guldfisken"(まぼろしの金色の魚)                          | 22 november 1990  | 24 januari 1993               |                        |
| Muminvännerna får höra av Hemulen om en legendarisk guldfisk som de bestämmer sig för att försöka hitta. |                                                           |                   |                               |                        |
| 33 | "Anden i lampan"(魔法のランプに願いを込めて)              | 29 november 1990  | 28 mars 1993                  | Mumins lampa           |
| Mumin och Snorkfröken hittar en magisk lampa på stranden. I lampan bor en ande som uppfyller önskningar åt den som kallar på honom. |                                                           |                   |                               |                        |
| 34 | "Drakflygning"(たこに乗ったミイ)                          | 6 december 1990   | 31 januari 1993               |                        |
| Muminvännerna hittar en drake i ett träd som de reparerar och leker med. När Lilla My klamrar sig fast vid den och flyger iväg leder det in vännerna på mindre trevliga saker. |                                                           |                   |                               |                        |
| 35 | "Häxan"(帰ってきた魔女)                                   | 13 december 1990  | 7 februari 1993               |                        |
| Muminvännerna träffar en ny vän som heter Alissa. Vännerna förvånas dock över att hon påstår sig vara en häxa. |                                                           |                   |                               |                        |
| 36 | "Julen kommer"(クリスマスって何?)                         | 20 december 1990  | 14 februari 1993              | Granen                 |
| Muminfamiljen väcks ur sin vinterdvala av en stressad hemul som upplyser dem om att julen är på väg. Familjen har dock inte riktigt förstått julens innebörd. |                                                           |                   |                               |                        |
| 37 | "Det stora vinterbålet"(冬の生物たちのお祭り)             | 27 december 1990  | 21 februari 1993              | Trollvinter            |
| Mumin och Snorkfröken vaknar ur sin vinterdvala och kan inte somna om. De märker också att det saknas en massa ved i vedboden. Hemma hos Too-ticki berättar hon om osynliga näbbmöss som anordnat ett stort vinterbål. |                                                           |                   |                               |                        |
| 38 | "Förtrollningen"(眠りの魔法)                              | 1 januari 1991    | 28 februari 1993              |                        |
| För att hindra sin dotterdotter Alissa att umgås med Muminfamiljen, har Häxan lagt en förbannelse över dem. Familjens vänner blir väldigt oroliga över att de aldrig tycks vakna. |                                                           |                   |                               |                        |
| 39 | "Dunder och brak på natten"(真夜中の不思議な音)           | 1 januari 1991    | 7 mars 1993                   |                        |
| Mystiska explosioner håller Muminfamiljen vakna om nätterna. Samtidigt har Hemulen upptäckt en ny växtart och väntar tålmodigt på svar från det botaniska sällskapet medan Sniff hittar en avsvimmad flicka som får vila upp sig i Muminhuset.                                                                                               |                                                           |                   |                               |                        |
| 40 | "Hemligheten med fyrverkeriet"(花火の秘密)                | 10 januari 1991   | 14 mars 1993                  |                        |
| Flickan har vaknat upp och berättar att hon kommit för att träffa Hemulen, som dock menar att han inte känner några flickor. Det visar sig vara en annan person med samma namn, nämligen figuren som skjuter raketer. |                                                           |                   |                               |                        |
| 41 | "Skurkar i Mumindalen"(ムーミン谷の怪事件)                | 17 januari 1991   | 5 september 1993              |                        |
| Då inga brott begås i Mumindalen bekymras Polismästaren över att behöva säga upp sitt jobb. Men Muminvännerna har en plan för att behålla sin gamla konstapel. |                                                           |                   |                               |                        |
| 42 | "Solförmörkelsen"(魔女のほうき)                           | 24 januari 1991   | 21 mars 1993                  |                        |
| Muminfamiljen och deras vänner gör sig beredda för solförmörkelsen som är på väg att infalla. Häxan nyttjar den åt att förstärka sin häxkraft, men tappar istället kontroll över sin kvast och faller ner med en duns. Under pinsamhet får hon återhämta sig i Muminhuset.                                                                   |                                                           |                   |                               |                        |
| 43 | "Primadonnan"(サーカスのヒロイン)                         | 31 januari 1991   | 12 september 1993             | Mumin blir kär         |
| Efter en stor översvämning har en hel cirkus kollapsat och dess anställda tar sig i land i Mumindalen. Mumin tycks vara väldigt förtjust i den förnäma cirkus-primadonnan, men då säger Snorkfröken ifrån. |                                                           |                   |                               |                        |
| 44 | "Födelsedagspresenten"(すてきなお誕生日)                  | 7 februari 1991   | 28 november 1993              |                        |
| Muminmammans födelsedag närmar sig. Muminpappan säger att han har en speciell present att ge henne, men har i själva verket inte tänkt ut något alls. Men genom att kombinera sin idé med de andras får hon ändå till slut något alldeles speciellt.                                                                                         |                                                           |                   |                               |                        |
| 45 | "Att bygga ett hus"(ムーミンの建てた家)                   | 14 februari 1991  | 19 september 1993             | Att bygga ett hus      |
| Mymlans mamma kommer på besök med sina många barn. Mumin står inte ut med de livliga ungarna och bestämmer sig för att bygga ett eget hus där han kan vara ifred. |                                                           |                   |                               |                        |
| 46 | "Vita grevinnan"(パパは大金持ち?)                         | 21 februari 1991  | 26 september 1993             |                        |
| Muminfamiljen får veta att någon okänd släkting har gått bort, och de får ärva en stor herrgård. Dessvärre sägs det att det spökar där. |                                                           |                   |                               |                        |
| 47 | "Den varma källan"(温泉が出た!)                           | 28 februari 1991  | 3 oktober 1993                |                        |
| Tre män kommer till Mumindalen och berättar att det finns en varm källa någonstans i Mumindalen. Männen vill bygga ett hotell vid den som ska dra dit en massa turister, men Muminfamiljen (dock inte Sniff) bävar inför tanken. |                                                           |                   |                               |                        |
| 48 | "Lek med bubblor"(シャボン玉に乗ったムーミン)             | 7 mars 1991       | 10 oktober 1993               |                        |
| Mumin, Snorkfröken och Lilla My blåser bubblor, men lyckas inte få dem särskilt stora. Utan att fråga blandar de i en vätska Snorken uppfunnit. På något konstigt vis hamnar de själva inuti de nu mycket starka bubblorna. |                                                           |                   |                               |                        |
| 49 | "Jättepumpan"(ママの秘密)                                 | 14 mars 1991      | 17 oktober 1993               |                        |
| I år fick Muminfamiljen bara en enda pumpa, som dock blir enormt stor. Muminmamman håller den hemlig, men när hon ständigt går för att se till den börjar de andra att bli misstänksamma. |                                                           |                   |                               |                        |
| 50 | "Rösten inifrån trädet"(枯木の中の声)                     | 21 mars 1991      | Visades inte                  |                        |
| Muminpappan har hört talas om en gammal historia om en ondskefull demon som bodde inuti ett träd, och börjar att skriva en ny variant av den. En dag när Mumin och hans vänner leker kurragömma, hittar de ett gammalt träd i en skogsglänta och hör en mystisk röst från det. Detta avsnitt visades inte i svensk, finsk eller norsk TV.    |                                                           |                   |                               |                        |
| 51 | "Snorkfröken blir synsk"(フローレンの超能力)              | 28 mars 1991      | Visades inte                  | Snorkfröken blir synsk |
| Efter att ha blivit träffad av blixten börjar Snorkfröken se syner. Detta avsnitt visades inte i svensk TV, men däremot i finsk. |                                                           |                   |                               |                        |
| 52 | "Skattjakten"(水の妖精)                                   | 4 april 1991      | 24 oktober 1993               |                        |
| En prospektör kommer till Mumindalen för att leta guld. Efter att ha bekräftat att där inte finns något guld åker han på en feber och får friskna till hemma hos Muminfamiljen. Därefter ger han dem en gammal skattkarta som han tror är en förfalskning, men vännerna ger sig ändå ut för att leta.                                        |                                                           |                   |                               |                        |

## Säsong 3
| Nr | Titel                                                | Originalvisning   | Visning i finsk TV på svenska | Baserad på            |
| --- | ---------------------------------------------------- | ----------------- | ----------------------------- | --------------------- |
| 53 | "Vattenfen"(宝探しで大騒ぎ)                          | 4 april 1991      | Visades inte                  |                       |
| Efter ett regnoväder hittar Sniff en mystisk källa långt inne i skogen, där möter han en förtrollande vacker nymf som dansar i vattnet. Detta avsnitt visades inte i svensk TV, men däremot i finsk. |                                                      |                   |                               |                       |
| 54 | "Mymlans diamant"(ミムラに贈り物)                    | 18 april 1991     | 14 november 1993              |                       |
| Mymlan får överta en diamantring som hon hittat. Hon blir väldigt förtjust i den och går runt för att visa upp den för alla i dalen. Filifjonkan tycker dock inte att den passar ihop med hennes stil i övrigt. I själva verket är själva diamanten bara gjord av glas.                                                                                              |                                                      |                   |                               |                       |
| 55 | "Muminpappans andra ungdom"(寂しそうなパパ)          | 25 april 1991     | Visades inte                  |                       |
| Muminpappan är rädd för att bli gammal, och försöker ändra sin livsstil för att leva längre och ungdomligare. Detta avsnitt visades inte i svensk TV, men däremot i finsk. |                                                      |                   |                               |                       |
| 56 | "Förtrollade körsbär"(旅に出たママ)                  | 2 maj 1991        | 25 september 1994             |                       |
| Vissa i Muminfamiljen menar att Muminmamman bara lagar samma mat hela tiden, vilket får henne att försöka pröva något nytt. Hon vänder sig till mormors gamla anteckningar där hon får syn på rubriken "Vad man bör göra ifall ens familj har tröttnat på ens kokkonst". Tillsammans med Snusmumriken ger hon sig iväg på en resa efter de sällsynta ingredienserna. |                                                      |                   |                               |                       |
| 57 | "Moderlig kärlek"(フローレンの子育て)                | 9 maj 1991        | Visades inte                  |                       |
| 58 | "Konstnärer i Mumindalen"(ムーミン谷のコンテスト)    | 16 maj 1991       | 21 november 1993              |                       |
| Muminpappan letar fram sin gamla kamera för att delta i en fototävling. Han vinner tävlingen med ett misslyckat familjefoto som tidningen trodde var ett par vita klippor. Därefter kommer en konstnär till dalen för att se klipporna som inte finns. Istället inspirerar han Muminpappan till att börja måla.                                                      |                                                      |                   |                               |                       |
| 59 | "Muminpappans olyckliga barndom"(パパの思い出)       | 23 maj 1991       | 4 september 1994              | Muminpappans memoarer |
| Efter en kraftig förkylning bestämmer sig Muminpappan för att berätta om sin stormiga ungdom för familjen och vännerna. Det börjar med hans hårda uppväxt på ett barnhem, vilket han senare rymmer från och får träffa vännerna Fredrikson, Rådd-djuret (far till Sniff) och Joxaren (far till Snusmumriken). De har byggt en båt som han får vara med att sjösätta. |                                                      |                   |                               |                       |
| 60 | "Hemska Lilla My"(ミイのいたずら)                    | 31 maj 1991       | Visades inte                  |                       |
| 61 | "Mumin, spåman"(ムーミンは天才占い師)                | 6 juni 1991       | Visades inte                  |                       |
| 62 | "Häxkonster"(魔法の言葉)                             | 13 juni 1991      | 2 oktober 1994                |                       |
| Alissa har utvecklat sina häxkonster och kan nu gå på vattnet. Snorken påvisar att detta går utan att kunna trolla, och samtidigt försöker Snusmumriken och Hemulen fånga en stor fisk kallad Mamelucken. |                                                      |                   |                               |                       |
| 63 | "Muminpappans stormiga ungdom"(オーケストラ号の冒険) | 20 juni 1991      | 11 september 1994             | Muminpappans memoarer |
| Fortsättning på avsnitt 59. Muminpappan berättar vidare om sin ungdom: Besättningen har lyckats ta sig i land där de får möta Mymlans dotter. Tillsammans går de till Kungens trädgårdsfest, men blir på vägen dit uppskrämda av olika överraskningar. |                                                      |                   |                               |                       |
| 64 | "Fågelfamilj i fara"(巣立ちの日)                     | 4 juli 1991       | 31 oktober 1993               |                       |
| Vid sidan av botanik ägnar sig Hemulen tydligen åt teckna olika fågelarter han sett. Han uppmuntrar Muminvännerna att börja med fågelskådning, och snart får de syn på några övergivna fågelungar. De tar med dem hem och lyckas tänka ut ett fiffigt knep för att mata dem så att de överlever.                                                                     |                                                      |                   |                               |                       |
| 65 | "Muminpappan grundar en koloni"(ムーミンの秘密)      | 11 juli 1991      | 18 september 1994             | Muminpappans memoarer |
| Fortsättning på avsnitt 59. Muminpappan berättar vidare om sin ungdom: På platsen där seglatsen slutar, grundar sällskapet en koloni som får namnet Mumindalen. Muminpappan bygger muminhuset och bekantar sig med Muminmamman. |                                                      |                   |                               |                       |
| 66 | "Vampyren"(ムーミン谷の吸血鬼)                       | 18 juli 1991      | Visades inte                  |                       |
| 67 | "Stolen"(壊れたパパの大事な椅子)                     | 25 juli 1991      | 7 november 1993               |                       |
| Om hur Muminpappan råkar ut för ett missöde och till följd därav helt tappar lusten att skriva. |                                                      |                   |                               |                       |
| 68 | "Den fina klänningsbalen"(ママと運命の出会い)        | 1 augusti 1991    | Visades inte                  |                       |
| 69 | "Fågeln Feniks"(伝説の不死鳥の危機)                  | 8 augusti 1991    | Visades inte                  |                       |
| 70 | "Den stora fisken"(お魚パーティーで仲直り)           | 15 augusti 1991   | 9 oktober 1994                |                       |
| Om hur Mumintrollet fångar en stor fisk och ställer till med fest samt hur Snorkfröken tröttnar på Snorkens evinnerliga experiment. |                                                      |                   |                               |                       |
| 71 | "De lata svamparna"(光るキノコの正体)                | 22 augusti 1991   | Visades inte                  |                       |
| Om hur Mumintrollet och hans vänner plockar svamp och snart upptäcker att det inte är några vanliga svampar de plockat. |                                                      |                   |                               |                       |
| 72 | "Mumin och delfinen"(ムーミンとイルカの友情)         | 29 augusti 1991   | Visades inte                  |                       |
| 73 | "Mumin och grottan"(ムーミン探検隊)                  | 5 september 1991  | Visades inte                  |                       |
| 74 | "En underbar present"(歌う花のプレゼント)            | 12 september 1991 | 16 oktober 1994               |                       |
| Om hur Tofslan och Vifslan uppenbarar sig i Mumindalen på nytt medförande en underbar present. |                                                      |                   |                               |                       |
| 75 | "Drottningsmaragden"(ムーミンのすてきな夢)           | 19 september 1991 | 23 oktober 1994               |                       |
| Om hur Mumintrollet har en underlig dröm samt hur Mumindalen upplever ett förödande oväder mitt i sommaren. |                                                      |                   |                               |                       |
| 76 | "Att måla ett hus"(こわれたおうち)                   | 26 september 1991 | 30 oktober 1994               |                       |
| Om hur Mumintrollet och hans vänner målar Hemulens hus och vilka oväntade följder det får. |                                                      |                   |                               |                       |
| 77 | "Den stora flygtävlingen"(完成!空飛ぶ船)             | 3 oktober 1991    | 6 november 1994               |                       |
| Om hur Snorken äntligen får sitt flygande skepp färdigt och en gammal bekant överraskande dyker upp (eller snarare dimper ner). |                                                      |                   |                               |                       |
| 78 | "Resa söderut"(ムーミン大空へ)                       | 3 oktober 1991    | 13 november 1994              |                       |
| Om hur Mumintrollet lär sig flyga med Snorkens skepp, Snorken planerar en långresa och Snusmumriken går i vandringstankar. Samt hur Mumindalen förbereder sig för en ny vinter och vi tar farväl av Muminfamiljen och alla deras vänner. |                                                      |                   |                               |                       |

## Säsong 4 (Tanoshii Mūmin Ikka: Bōken Nikki)
Denna säsong var inte baserad på någon av Tove Janssons böcker, men däremot var en del avsnitt baserade på Tove och Lars Janssons tecknade serie "Muminserien". Den har inte visats i Sverige.
| Nr  | Titel                                                | Originalvisning  | Baserad på |
| --- | ---------------------------------------------------- | ---------------- | ---------- |
| 79  | "Förlovningsringarna"(ムーミンが結婚!?)              | 10 oktober 1991  |            |
| 80  | "Flickan med fåglarna"(スニフの恋)                   | 17 oktober 1991  |            |
| 81  | "Piraten Mumin"(新しい生き方のすすめ)                | 24 oktober 1991  |            |
| 82  | "Mr Karamell"(世話好きなおばさん)                    | 31 oktober 1991  |            |
| 83  | "En riktig guldgruva"(金色のしっぽ)                  | 7 november 1991  |            |
| 84  | "Sandskulpturer"(ムーミン谷の彫刻展)                 | 14 november 1991 |            |
| 85  | "Stranden"(僕らの浜辺をかえして)                     | 21 november 1991 |            |
| 86  | "Polismästarens brorson"(署長さんの悩み)             | 28 november 1991 |            |
| 87  | "Tidsmaskinen"(ご先祖様で大さわぎ)                   | 5 december 1991  |            |
| 88  | "Cirkeln av hemligheter"(チン入者で大騒動)           | 12 december 1991 |            |
| 89  | "Draken"(おばさんからの招待状)                       | 19 december 1991 |            |
| 90  | "Öknen"(タイムマシーンふたたび発動)                  | 1 januari 1992   |            |
| 91  | "Drottning Cleothystra"(女王陛下とドッキンコ)        | 1 januari 1992   |            |
| 92  | "Skattkartan"(ニョロニョロがぞろぞろ)                | 9 januari 1992   |            |
| 93  | "En Sniff på allt"(便利屋さんはコーリゴリ)           | 16 januari 1992  |            |
| 94  | "Maskerad"(ムーミンが大変身)                         | 23 januari 1992  |            |
| 95  | "Cowboy Mumin"(ムーミン西部に行く)                   | 30 januari 1992  |            |
| 96  | "Muminfamiljen (Robinson) Kruse"(ムーミン一家漂流記) | 6 februari 1992  |            |
| 97  | "Lilla Mys korta romans"(ミィが恋わずらい?)          | 13 februari 1992 |            |
| 98  | "Draktårar"(竜の涙を捜せ!)                           | 20 februari 1992 |            |
| 99  | "Chouca Lisa"(ムーミンルネッサンスへ行く)            | 27 februari 1992 |            |
| 100 | "Röd måne"(お月様が落っこちる?!)                     | 5 mars 1992      |            |
| 101 | "Återgå till barndomen"(パパのいたずら大作戦)        | 12 mars 1992     |            |
| 102 | "Födelsedagsöverraskningen"(ミィのやけくそ誕生日)    | 19 mars 1992     |            |
| 103 | "Mumintrollen och Yeti"(秘密の薬を捜せ!)             | 26 mars 1992     |            |
| 104 | "Den stirriga seglingen"(笑顔の戻ったムーミン谷)     | 26 mars 1992     |            |

### Fotnoter
1. ↑  Ida Fellman. ”Tove Jansson och de japanska muminanimationerna”. Svenska Yle. https://svenska.yle.fi/artikel/2007/04/20/tove-jansson-och-de-japanska-muminanimationerna. Läst 26 januari 2017.
2. ↑  Kajsa Haidl (16 februari 2016). ”Mumin blir ny TV-serie”. Dagens nyheter. http://www.dn.se/kultur-noje/film-tv/mumin-blir-ny-tv-serie/. Läst 26 januari 2017.